# Johannes Sieveking
Johannes Sieveking (* 6. Juli 1869 in Hamburg; † 20. September 1942 in München) war ein deutscher Klassischer Archäologe.

## Leben
Johannes Sieveking gehörte zur alten hanseatischen Familie Sieveking, die neben mehreren Bürgermeistern viele Professoren, Senatoren, Diplomaten und Kaufleute hervorgebracht hatte. Sein Vater war der Arzt Caspar Wilhelm Sieveking (1834–1917), sein Großvater der Bürgermeister Friedrich Sieveking (1798–1872).
Sieveking studierte zunächst an der Universität Bonn, dann an der Universität Berlin und wechselte dann an die Universität München, wo er letzter Schüler von Heinrich Brunn war. Nachdem dieser verstorben war, ging er gemeinsam mit Adam Flasch an die Universität Erlangen, wo er 1894 mit der Schrift Das Füllhorn bei den Römern promoviert wurde. Anschließend führten ihn Reisen nach Griechenland und Italien. Nach der Rückkehr war Sieveking kurz Assistent am Martin von Wagner Museum in Würzburg, wechselte dann aber auf Wunsch Adolf Furtwänglers an das Antiquarium in München. Nach Furtwänglers Tod 1907 übernahm er die Leitung des Antiquariums und der Vasensammlung, die er 1919 in den Räumen der Alten Pinakothek vereinen und neu aufstellen konnte. 1938 wurde er als ordentliches Mitglied in die Bayerische Akademie der Wissenschaften aufgenommen. 1942 nahm er sich das Leben.

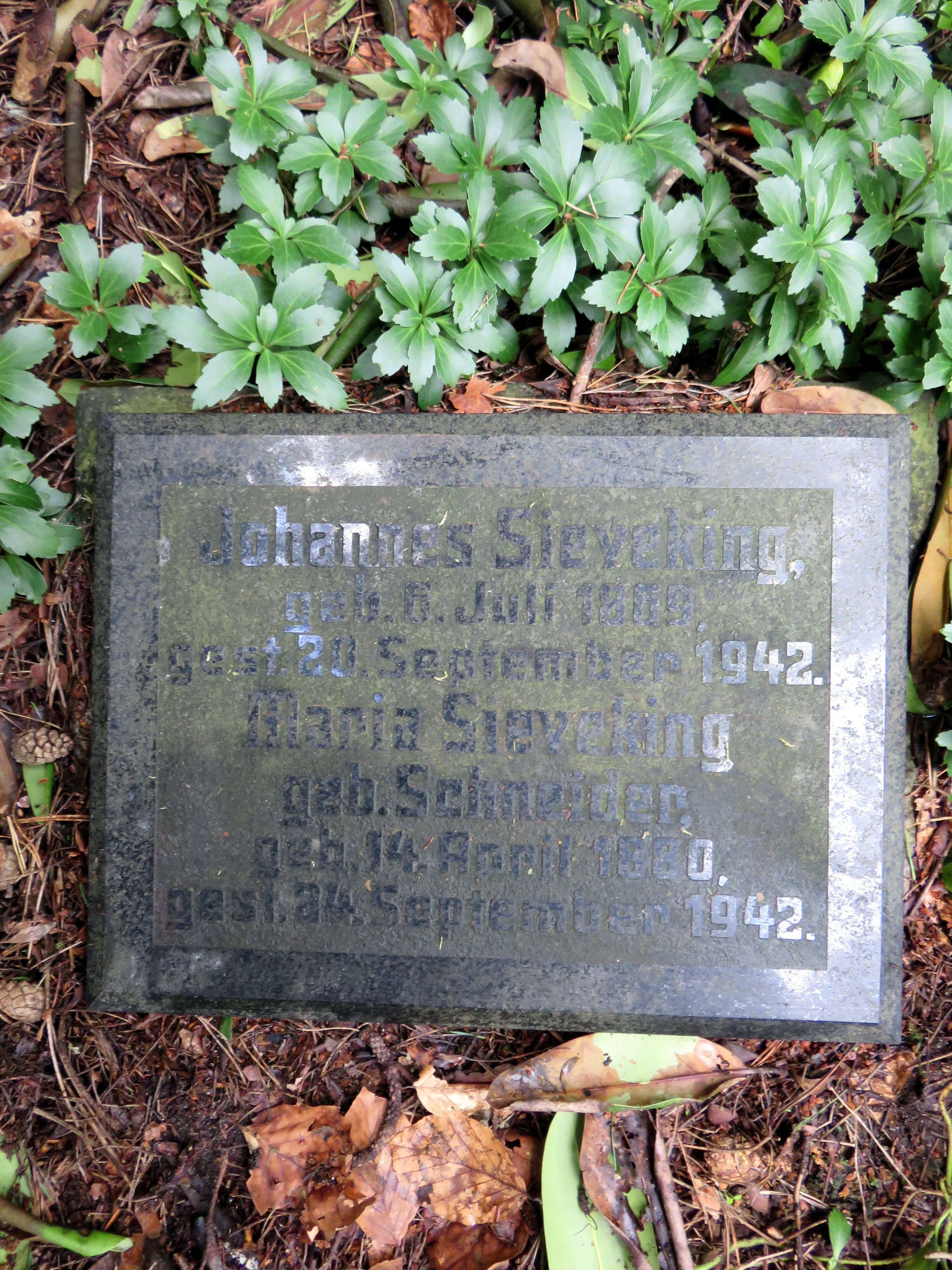
Johannes Sieveking Familiengrabanlage auf dem Friedhof Ohlsdorf in Hamburg

Sieveking machte sich insbesondere um die Münchener Antikensammlungen verdient. So ordnete er die bis dahin häufig vernachlässigten großen und reichen Bestände der antiken Kleinkunst neu. Teile restaurierte er eigenhändig. Mit Rudolf Hackl begann er die Publikation der Vasensammlung, die jedoch nach dem frühen Tod Hackls 1912 nicht fortgesetzt wurde. Publiziert wurden von ihm insbesondere Neuerwerbungen und kleinere Berichte. In einer großen vierbändigen Publikation wurde zudem die Bronzen und Terrakotten der Sammlung James Loeb publiziert. Dank Sieveking vermachte Loeb seine Sammlung auch der Münchener Antikensammlung. Es war der größte Zuwachs der Sammlung seit ihrer Gründung und umfasste zum Teil sehr hochwertige Stücke.
Sein wissenschaftliches Hauptforschungsgebiet war die römische Kunst. Sieveking gilt als einer der Pioniere auf diesem Forschungsgebiet. Er forschte zum römischen Porträt, zum Relief und den Architekturornamenten. Vor allem forderte er in Nachfolge Furtwänglers eine exakte Kopienkritik. Sieveking verfasste keine Monografien zu seinen Forschungen, sondern schrieb viele, meist kurze Aufsätze, die sich über viele verschiedene Zeitschriften verstreut finden.
Sieveking wurde als bescheiden, scheu, anspruchslos und sehr zurückgezogen geschildert. Sprichwörtlich war seine Pünktlichkeit. Obwohl München zu seiner zweiten Heimat geworden war, die er nur ungern verließ, blieb er vom Wesen her doch sein ganzes Leben Hanseat. Ihm war persönliche Diskretion sehr wichtig, so erfuhren seine Kollegen erst nach Jahren anlässlich einer Erkrankung, dass Sieveking verheiratet war. Er verfolgte keine akademische Karriere, sondern war einzig Wissenschaftler. Er besuchte niemals Vorträge und hielt niemals welche. Sein Arbeitstag war streng geregelt. Vormittags arbeitete er im Museum, nachmittags im archäologischen Seminar der Universität. Ludwig Curtius schrieb in einem Nachruf, Sieveking „verwirklichte auf seine Art ein modernes, unromantisches, aber doch horazistisches Römertum, nicht eines der Triumphatoren und Proconsuln, aber eines der Legaten und Militärtribunen, ohne deren pünktliche, sich dem großen unterordnende, ihnen folgende Arbeit auch das Weltreich unserer Wissenschaft nicht bestehen kann“.

## Schriften (Auswahl)
- Das Füllhorn bei den Römern. München 1895 (Digitalisat)
- Die Bronzen der Sammlung Loeb. Buchholz, München 1913 (Digitalisat)
- Die Terrakotten der Sammlung Loeb. 2 Bände, Buchholz, München 1916 (Digitalisat Band 1, Band 2)
- Hermeneutische Reliefstudien (= Sitzungsberichte der Bayerischen Akademie der Wissenschaften. Philosophisch-philologische und historische Klasse Jg. 1920, Abh. 11). Bayerische Akademie der Wissenschaften, München 1920
- mit Carl Weickert: Fünfzig Meisterwerke der Glyptothek König Ludwigs I. Paul Wolters zum 70. Geburtstag. Obernetter, München 1928
- Bronzen, Terrakotten, Vasen der Sammlung Loeb. Buchholz, München 1930
- Eine römische Panzerstatue in der Münchner Glyptothek (= Winckelmannsprogramme der Archäologischen Gesellschaft zu Berlin Band 91). Gruyter, Berlin und Leipzig 1931

## Belege
1. ↑  Römische Mitteilungen 58, 1943, S. VI–VII.

| Personendaten    | Personendaten                    |
| ---------------- | -------------------------------- |
| NAME             | Sieveking, Johannes              |
| KURZBESCHREIBUNG | deutscher Klassischer Archäologe |
| GEBURTSDATUM     | 6. Juli 1869                     |
| GEBURTSORT       | Hamburg                          |
| STERBEDATUM      | 20. September 1942               |
| STERBEORT        | München                          |